# الجدول الزمني للنزاع الكردي التركي (1978 حتى الآن)
هذا هو الجدول الزمني للنزاع التركي الكردي وهو نزاع مسلح بين جمهورية تركيا ومختلف الجماعات المتمردة الكردية  التي طالبت بالانفصال عن تركيا لإنشاء كردستان مستقلة  أو للحصول على الحكم الذاتي  وحقوق سياسية وثقافية أكبر للأكراد داخل جمهورية تركيا. المجموعة المتمردة الرئيسية هي حزب العمال الكردستاني  الذي تأسس في 27 نوفمبر 1978  وبدأ تمرد واسع النطاق في 15 أغسطس 1984 عندما أعلن حزب العمال الكردستاني عن انتفاضة كردية. استمر التمرد الأول حتى 1 سبتمبر 1999،  عندما أعلن حزب العمال الكردستاني وقفا من جانب واحد لإطلاق النار بعد القبض على زعيمه عبد الله أوجلان. تم استئناف النزاع المسلح في وقت لاحق في 1 يونيو 2004 عندما أعلن حزب العمال الكردستاني إنهاء وقف إطلاق النار.

## 1974-1984: صعود حزب العمال الكردستاني
- 18 مارس 1977 : اغتيال هاكي كارر زعيم جماعة «ثوار كردستان» في غازي عنتاب.[8]
- في 18 أيار (مايو) 1978: اغتيال خليل تشافون وهو زعيم آخر «لثوار كردستان» على أيدي ملاك الأراضي الأكراد.[8]
- في 27 تشرين الثاني (نوفمبر) 1978، انعقد المؤتمر التأسيسي لحزب العمال الكردستاني في قرية فاس بالقرب من مدينة ليس في مقاطعة ديار بكر.[8]
- 25 ديسمبر 1978، ارتكب تنظيم الذئاب الرمادية مذبحة ماراس مما أسفر عن مقتل 109 وإصابة 176 من الأتراك الأكراد / الأكراد في مدينة مرعش.[13]
- 12 سبتمبر 1980، استولى الجنرال كنعان أورن على السلطة وقام بحل الحكومة المنتخبة بقيادة سليمان دميريل وحزب العدالة في الانقلاب التركي عام 1980 . انتقل معظم قادة حزب العمال الكردستاني إلى سوريا.[8]
- 10 نوفمبر 1980، تم تفجير القنصلية التركية في ستراسبورج في فرنسا مما تسبب في أضرار مادية كبيرة ولكن لم تقع اصابات. في اتصال هاتفي إلى مكتب وكالة فرانس برس، قال متحدث إن الانفجار كان عملية مشتركة ويمثل بداية «تعاون مثمر» بين الجيش السري الأرمني لتحرير أرمينيا (ASALA) وحزب العمال الكردستاني.[14]
- 24 سبتمبر 1981، تعرضت القنصلية التركية في باريس للهجوم من قبل ASALA. وشملت مطالبهم إطلاق سراح خمسة مقاتلين ثوريين أكراد.[15]
- 21 مارس 1982، قام زعيم حزب العمال الكردستاني المسجون مظلوم دوغان بحرق نفسه حتى الموت احتجاجًا على معاملة السجناء في سجن ديار بكر.
- 7 مايو 1982، قام أعضاء حزب العمال الكردستاني فرحات كورتاي ونشم أونين ومحمود زنجن وإشريف أنيك أيضًا بحرق أنفسهم حتى الموت في سجن ديار بكر.[15]
- 6 يونيو 1982، بداية حرب لبنان 1982 وطلب من قوات حزب العمال الكردستاني المتمركزة في وادي البقاع القتال إلى جانب منظمة التحرير الفلسطينية وسوريا ضد إسرائيل.[8]
- 14 يوليو 1982، بدأ أعضاء حزب العمال الكردستاني مثل كمال بير، م. هايري دورموش، وعلي جيجيك وعاكف يلماز إضرابا عن الطعام في سجن ديار بكر.[15]
- 20-25 آب (أغسطس) 1982، عقد المؤتمر الثاني لحزب العمال الكردستاني في درعا، سوريا.[8]
- وفاة 7 سبتمبر 1982، توفي كمال بير نتيجة إضرابه عن الطعام في سجن ديار بكر. وتوفي م. هايري دورموش في 12 سبتمبر، وعاكف يلماز في 15 سبتمبر وعلي شيشك في 15 سبتمبر.[16]
- في 12 أبريل 1984، بدأ إضراب عن الطعام لمدة 75 يومًا من قبل السجناء الأكراد في إسطنبول. وموت أربعة سجناء نتيجة الإضراب عن الطعام.

## 1984-1999: التمرد الأول
- 15 أغسطس 1984، حزب العمال الكردستاني يبدأ التمرد الكردي المسلح مع الهجوم على الشرطة وقواعد الدرك في سيمدينلي ومقاطعة هكاري ومحافظة سعرد.
- 17 آب (أغسطس) 1984، داهم حزب العمال الكردستاني مخفر شرطة في سعرد.[17]
- 21 مارس 1986، القائد العسكري لحزب العمال الكردستاني محسوم كوركماز الملقب "Agit" قتل على يد القوات التركية.[8]
- 19 يوليو 1987، أعلنت الجمعية الوطنية الكبرى في تركيا حالة الطوارئ المدنية في 10 مقاطعات جنوب شرق ردا على تمرد حزب العمال الكردستاني.[18]
- 5 فبراير 1990، احتج أكثر من 500 كردي عراقي في ديار بكر واشتبكوا مع قوات الأمن التركية. تم القبض على خمسة وتسعين شخصا.[19]
- 14 مارس 1990، بدء الاحتجاجات الشعبية الكردية والانتفاضة المدنية المعروفة باسم سيرهيلدان وفي مدينة نصيبين.
- في 27 مايو 1990، أضرب حوالي 100 سجين سياسي كردي عن الطعام.[19]
- في 2 يونيو 1990، خلال مظاهرة شارك فيها 2000 كردي عراقي، قُتل خمسة محتجين وشرطي.[19]
- في الثامن من حزيران (يونيو) 1990، انفصل عشرة نواب أكراد، بقيادة أحمد فهمي يشكلار من الحزب الاشتراكي الديمقراطي عن الحزب لتشكيل أول حزب مؤيد للأكراد في تركيا تحت مسمى حزب العمل الشعبي (HEP).[19]
- في 28 أغسطس 1990، اتهم ممثل كردي لدى لجنة الأمم المتحدة لحقوق الإنسان تركيا باستخدام أزمة الخليج لطرد الآلاف من الأكراد بالقوة من وطنهم الجبلي وإعدام من رفضوا المغادرة. الحكومة التركية نفت هذا الاتهام.[19]
- 1 فبراير 1991، خففت الحكومة التركية الحظر المفروض على اللغة الكردية، من خلال رفع الحظر على التحدث باللغة الكردية وحظر الموسيقى الكردية. ومع ذلك، لا يزال استخدام اللغة الكردية ممنوعًا في المواد المطبوعة والتجمعات العامة والمظاهرات والتعليم.[19]
- 2 مارس 1991، خلال أعمال شغب كبرى في ديار بكر قاتل حوالي 1000 كردي القوات بالحجارة والعصي. قتل كرديان وجندي تركي.[19]
- نيسان / أبريل 1991، حادثة ييسيلوفا بين مشاة البحرية الملكية البريطانية لحماية اللاجئين العراقيين الأكراد، والقوات المسلحة التركية يزعم أنها تمنع اللاجئين من تلقي المساعدات، في مخيم للاجئين في ييسيلوفا.
- 18-21 أغسطس 1992، معركة شرناك، بين القوات المسلحة التركية ومقاتلي حزب العمال الكردستاني في بلدة شرناك مما أدى إلى تدمير جزء كبير من المدينة.
- 3 أكتوبر 1992، بدء عمليات مماثلة في مدينة كولب في مقاطعة ديار بكر.
- 5 أكتوبر 1992، أطلقت تركيا عملية شمال العراق لدعم الحزب الديمقراطي الكردستاني والاتحاد الوطني الكردستاني في نزاع مسلح مع حزب العمال الكردستاني في كردستان العراق.
- 17 نوفمبر 1992، وقعت الهدنة بين KDP ، PUK و PKK.[20]
- 20 مارس 1993 - إعلان PKK أحادي الجانب لوقف إطلاق النار. يخطط الرئيس التركي تورغوت أوزال لحزمة الإصلاح الموالية للأكراد، لكنه يموت في منصبه (17 أبريل 1993) قبل أن يتمكن من التقدم بها (انظر Castle Plan و1993 المزعوم الانقلاب العسكري التركي).
- في 24 أيار (مايو) 1993، قتل حزب العمال الكردستاني 33 من الجنود الأتراك العزل في كمين على الطريق السريع بين إيلازي وبينغول.
- 5 يوليو 1993، مائة مسلح يهاجمون قرية باشبايلار، بالقرب من أرزينجان، مما أسفر عن مقتل 33 مدنيا. ادعت الحكومة التركية أن حزب العمال الكردستاني مسؤول عن المجزرة.
- يوليو 1993، تم حظر HEP من قبل المحكمة الدستورية التركية.[21]
- 11 مايو 1994، قام المحامي الكردي مراد بوزلاك بتشكيل حزب الديمقراطية الشعبية (HADEP)، [22]
- نوفمبر 1994 - مارس 1995، الحملة الشتوية التركية لفصل حزب العمال الكردستاني عن الإمدادات الشتوية.
- 20 مارس - 4 مايو 1995، عملية الصلب التركية ضد قوات حزب العمال الكردستاني في شمال العراق. لم تنجح العملية نسبيًا لأن قوات حزب العمال الكردستاني كان لديها ما يكفي من الوقت للانسحاب خلال الحشد العسكري. انتهت العملية في 4 مايو وأسفرت عن نزوح أكثر من 15000 كردي عراقي.[23]
  - 19 نيسان (أبريل) 1995، فرضت القوات التركية والطائرات حصارًا على متمردي حزب العمال الكردستاني في شرق تركيا، حيث دخل الهجوم العسكري لأنقرة في شمال العراق أسبوعًا خامسًا، في منطقة الوديان Alogogazi في مقاطعة Tunceli.[24]
- في 24 كانون الأول (ديسمبر) 1995، خلال الانتخابات العامة التركية عام 1995، فاز الحزب بـ 1117623 أو 4.17٪ من الأصوات.[25]
- عام 1997، قتل 4 جنود أتراك في هجوم سازاك، وهي عملية مشتركة بين حزب العمال الكردستاني، وDHKP / C وTKP / ML بالقرب من مدينة Reşadiye في مقاطعة توكات.[26]
- في 12 و 7 يوليو 1997، شنت القوات التركية وقوات الحزب الديمقراطي الكردستاني عملية المطرقة ضد حزب العمال الكردستاني في كردستان العراق خلال الحرب الأهلية الكردية العراقية.
- 25 سبتمبر - 15 أكتوبر 1997، عملية الفجر التركية، وهي تدخل ثانٍ لدعم الحزب الديمقراطي الكردستاني ضد حزب العمال الكردستاني في الحرب الأهلية في كردستان العراق.
- 23 أبريل 1998، [27] يتم استخدام 40,000 جندي تركي في عملية مراد، وهي أكبر عملية عسكرية في تاريخ جمهورية تركيا (1925 حتى الآن) [28] مهاجمة قوات حزب العمال الكردستاني في كولب، القمل وهاني في محافظة ديار بكر و Genç في مقاطعة بينغول.[29] في كولب، تمكنت القوات التركية من ركن قائد حزب العمال الكردستاني مراد كرايلان، لكنه نجح في الهرب والتراجع إلى كردستان العراق.[30]
- 9 أكتوبر، [17] 1998، أجبر عبد الله أوجلان على مغادرة سوريا والذهاب إلى موسكو، روسيا.[31]
- 1 فبراير 1999، وصل عبد الله أوجلان إلى جزيرة كورفو اليونانية ونقل جواً إلى نيروبي، كينيا في 2 فبراير.[31]
- 15 فبراير 1999، تم القبض على عبد الله أوجلان في نيروبي، كينيا، وتم إحضاره إلى تركيا للمحاكمة [31]
- 15 فبراير - 18 فبراير، فبراير 1999 اندلعت الاحتجاجات الكردية في جميع أنحاء العالم ضد اعتقال عبد الله أوجلان، مهاجمة البعثات الدبلوماسية اليونانية والكينية والتركية في جميع أنحاء العالم.[31]
- 13 مارس 1999، تم تفجير قنبلة حارقة في مركز تسوق مزدحم في إسطنبول، مما أسفر عن مقتل 13 شخصا. في اليوم التالي أصيب شخصان، أحدهما جندي في باهسيليفير في انفجار قنبلة وضعت تحت شاحنة. وتشتبه الشرطة التركية في أن حزب العمال الكردستاني كان وراء الهجمات.
- 18 أبريل 1999، خلال الانتخابات العامة فاز HADEP 1,482,196 أو 4.75 ٪ من الأصوات.[32] خلال الانتخابات المحلية في نفس اليوم، حصل الحزب على 1,094.761 أو 3.48 ٪ من الأصوات.
- 1 سبتمبر 1999، أعلن حزب العمال الكردستاني وقف إطلاق النار من جانب واحد لمدة 10 سنوات. نهاية التمرد الأول.[33]

## 1999-2004: وقف إطلاق النار
- 17 يناير 2000، مقتل زعيم حزب الله الكردي حسين فيلو أوغلو على يد القوات التركية في إسطنبول.[34]
- فبراير 2000، حزب العمال الكردستاني يعلن نهاية رسمية للحرب.[22]
- في 10 أبريل 2002، ألغى حزب العمال الكردستاني نفسه وشكل لتشكيل منظمة سياسية تدعى KADEK (مؤتمر الحرية والديمقراطية الكردستاني)، مدعيا أن حزب العمال الكردستاني قد أنجز مهمته وسوف ينتقل الآن كمنظمة سياسية بحتة.[17][35]
- 13 مايو 2003، قرر أعضاء المحكمة الدستورية التركية بالإجماع حل HADEP وحظر الحزب.[22]
- في نوفمبر 2003، تم دمج KADEK والبرلمان الكردي (KNK) في منظمة جديدة تسمى KONGRA-GEL.[17]
- 13 يناير 2004، تم إضافة حزب العمال الكردستاني وجميع منظماته إلى قائمة المنظمات الإرهابية الأجنبية التابعة لوزارة الخارجية الأمريكية.[17]
- 5 أبريل 2004، أضاف الاتحاد الأوروبي حزب العمال الكردستاني إلى قائمته الخاصة بالمنظمات الإرهابية المعينة.[17]
- 1 يونيو 2004، بعد صراع على السلطة بين المعتدلين والمتشددين داخل حزب العمال الكردستاني فاز به المتشددون وأصبح مراد كرايلان زعيماً لحزب العمال الكردستاني، وتعلن المجموعة نهاية وقف إطلاق النار في سبتمبر 1999 وبدء التمرد الثاني.[17]

## 2004-2012: التمرد الثاني

### 2005
- في 2 تموز (يوليو) 2005، قُتل ستة أشخاص وجُرح 15 آخرون في انفجار قنبلة قطار زرعها رجال حرب العصابات الأكراد، في قطار متجه بين إلزيتش وتاتفان في مقاطعة بينغول.[36]
- في 6 تموز (يوليو) 2005، أدى تفجير في منتجع للعطلات في كوساداسي إلى مقتل خمسة أشخاص على الأقل بينهم مواطن بريطاني وأيرلندي.[36]

### 2006
- 13 فبراير 2006، أصيب ستة أشخاص في تفجير لسوبر ماركت في إسطنبول. صقور حرية كردستان (TAK) تعلن مسؤوليتها عن الانفجار وتعهدت بمزيد من الهجمات.[36]
- 25 حزيران (يونيو) 2006، ضرب تفجير منتجع سياحي بالقرب من أنطاليا، مما أسفر عن مقتل أربعة أشخاص وإصابة 28 شخصًا. تعلن TAK مسؤوليتها عن الهجوم.[36]
- 27 أغسطس 2006، أصيب عشرة بريطانيين وستة مواطنين أتراك في انفجار حافلة صغيرة في مرمريس. أصيب خمسة أشخاص بقنبلتين أخريين.[36]
- 28 آب (أغسطس) 2006، مقتل ثلاثة أشخاص وجرح 87 آخرين في انفجار في أنطاليا. تعلن TAK مسؤوليتها.[36]
- 12 أيلول (سبتمبر) 2006، قتل تفجير في ديار بكر عشرة مدنيين. أعلن لواء الثأر التركي (TİT) مسؤوليته عن الهجوم على موقعه على الإنترنت، وهدد بقتل عشرة أكراد مقابل كل تركي قُتل في الصراع.[37]

### 2007
- 22 أيار (مايو) 2007: تفجير أنقرة 2007 يسفر عن مقتل ثمانية وجرح أكثر من 100. وقد نسب هذا الهجوم إلى حزب العمال الكردستاني وقرر الجيش التركي شن عمل عسكري ضدهم.[24]
- 31 مايو 2007: أعلن الجيش التركي استعداده لشن هجوم على العراق. أعلن زعيم كردستان العراق مسعود بارزاني أن البيشمركة ستدافع عن نفسها في حالة توغل تركي.
- 2 حزيران (يونيو) 2007: انسحبت القوات الأمريكية والمدنيون من كردستان العراق. مسعود البرزاني يحذر الجيش التركي مجددًا من أن البيشمركة ستحارب أي توغل. يتم تعبئة حوالي 100000 جندي تركي على الحدود بين تركيا والعراق.
- 4 يونيو 2007: هجوم بقنبلة من حزب العمال الكردستاني يقتل سبعة جنود ويصيب ستة في قاعدة للجيش في تونشيلي.[24]
- 5 حزيران (يونيو) 2007: وردت أنباء عن قصف محدود وغارات جوية من قبل الجيش التركي يهاجم قواعد حزب العمال الكردستاني في كردستان العراق.
- 7 يونيو 2007: عبر عدة مئات من الجنود الأتراك إلى العراق في غارة «مطاردة ساخنة» ضد المتمردين الأتراك.[24] تعلن تركيا الأحكام العرفية لمدة ثلاثة أشهر في المناطق الكردية القريبة من الحدود العراقية وتحظر الرحلات الجوية المدنية إلى المنطقة. لقد تأكد مقتل 3 جنود أتراك بسبب لغم أرضي لحزب العمال الكردستاني.[24]
- 27 سبتمبر / أيلول 2007، قُتل درك تركي في محافظة بيتليس في انفجار قنبلة زرعها الانفصاليون الأكراد.[36]
- 7 أكتوبر 2007: حادثة يوكسيكوفا . مقتل 27 جنديا تركيا و 33 من مقاتلي حزب العمال الكردستاني.
- 17 تشرين الأول (أكتوبر) 2007: الجمعية الوطنية التركية الكبرى توافق على طلب الحكومة لقواتها بعبور الحدود العراقية لمهاجمة المتمردين الأكراد.[24][24] تم تأجيل الإجراء بناءً على طلب من حكومة الولايات المتحدة بشرط اتخاذ «خطوات سريعة» للتعامل مع المتشددين.
- 21 تشرين الأول (أكتوبر) 2007: مقتل 12 جنديا تركيا في كمين لحزب العمال الكردستاني في موقع جيشهم، على بعد أقل من ثلاثة أميال من الحدود العراقية.

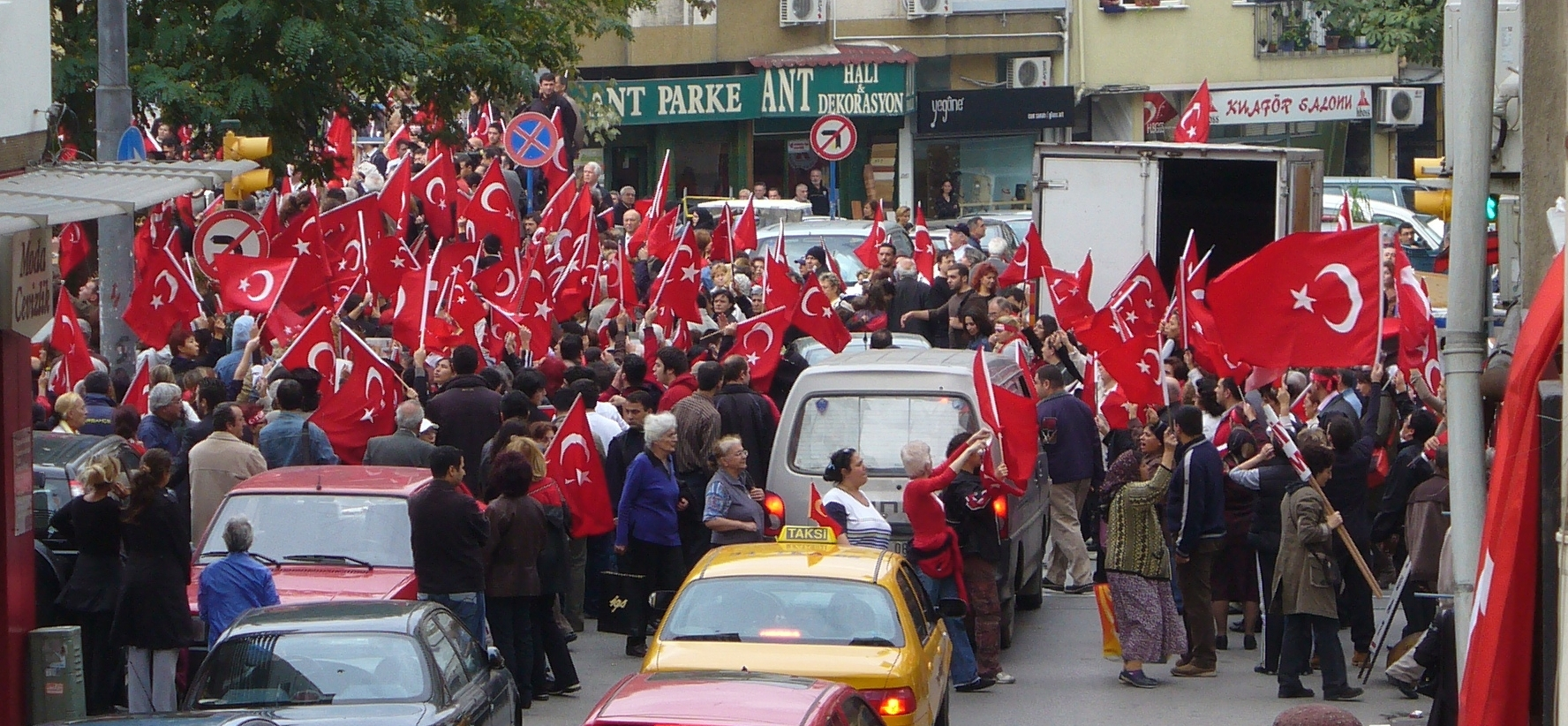
مظاهرة ضد حزب العمال الكردستاني في كاديكوي ، اسطنبول في 22 أكتوبر 2007

- 24 أكتوبر 2007: قصفت مقاتلات تركية عدة أهداف لحزب العمال الكردستاني على الجانب العراقي من الحدود.[38]

### 2008
- 3 كانون الثاني (يناير) 2008، أدى انفجار قنبلة على مركبة عسكرية خارج مدرسة في ديار بكر إلى مقتل خمسة وجرح 110 أشخاص.[36]
- 21 شباط (فبراير) 2008: بدأت تركيا عملية توغل برية في شمال العراق، فأرسلت 10000 جندي عبر الحدود مدعومة بالأسلحة الجوية.[39] ما مجموعه 27 جنديا تركيا و 724 من مقاتلي حزب العمال الكردستاني قتلوا.
- 9 مايو 2008، مقتل ثلاثة أشخاص وجرح خمسة في مقاطعة باتمان عندما يدمر لغم أرضي حافلة صغيرة.[36]
- 27 تموز (يوليو) 2008: تلوم تركيا حزب العمال الكردستاني على تفجيرين في إسطنبول أسفر عن مقتل 17 شخصًا وجرح 154 آخرين .
- 7 أغسطس 2008: أعلن حزب العمال الكردستاني مسؤوليته عن الانفجار الذي أوقف تشغيل خط أنابيب النفط باكو-تبيليسي- جيهان.[24]
- 1 أكتوبر 2008: مقتل جندي من قوات الأمن التركية وإصابة آخر في هجوم شنه مسلحو حزب العمال الكردستاني في جنوب شرق تركيا.[24]
- 4 أكتوبر / تشرين الأول 2008: مقتل 15 جنديًا تركيًا وجرح 20 آخرين، بعد هجوم لحزب العمال الكردستاني من شمال العراق بإطلاق أسلحة ثقيلة على موقع عسكري في منطقة سمدينلي المتاخمة للعراق وإيران. كما قُتل ما لا يقل عن 23 من أعضاء حزب العمال الكردستاني.[40]

وقال بيان صدر عقب اجتماع طارئ للمجلس الأعلى لمكافحة الإرهاب، برئاسة رئيس الوزراء رجب طيب أردوغان، «ستتم متابعة كفاحنا ضد الإرهاب في جميع الظروف وقبل كل شيء، من خلال التعاون الفعال بين هيئات الدولة وكل إجراء سوف يتم تنفيذها بعزم».
وقالت وزارة الخارجية البريطانية: «تدين المملكة المتحدة تمامًا الهجوم الإرهابي الذي وقع يوم الجمعة في هكاري، تركيا. لا يمكن أن يكون هناك أي عذر لاستخدام العنف لتحقيق أهداف المرء. المملكة المتحدة تقف إلى جانب تركيا في حربها ضد الإرهاب. وتؤيد بقوة الجهود المستمرة بين السلطات التركية والعراقية لمنع حزب العمال الكردستاني من استخدام شمال العراق كقاعدة لشن هجمات ضد تركيا».
كما أدان الاتحاد الأوروبي محطة الدرك في بيان أصدرته الرئاسة الفرنسية للاتحاد، قائلاً: «تعرب أوروبا عن تضامنها الكامل مع السلطات التركية وتقدم تعازيها لأسر وأصدقاء الضحايا».

### 2009
- 29 أبريل 2009، فجر حزب العمال الكردستاني قنبلة فقتلت تسعة جنود بعد أن دمروا سيارتهم في محافظة ديار بكر.[36]
- 4 مايو 2009، قام حراس القرية الذين يرتدون زي حزب العمال الكردستاني بمهاجمة حفل زفاف بالبنادق والقنابل اليدوية، مما أسفر عن مقتل 44 شخصًا على الأقل في نزاع عائلي.[36]
- 28 أيار (مايو) 2009: قُتل 6 جنود أتراك وجُرح سبعة آخرون عندما اصطدمت مركبتهم بلغم أرضي في مقاطعة هاكاري بجنوب شرق تركيا.[42]
- 7 كانون الأول (ديسمبر) 2009: مقتل سبعة جنود أتراك وجرح ثلاثة آخرين في كمين في ريزاديي شمال تركيا. ويشتبه في أن المسلحين من المتشددين الأكراد، لكن لم يتم تأكيد هويتهم بعد.

### 2010
- 14 مارس 2010: قتل جندي تركي وأصيب جندي آخر خلال اشتباك مع مسلحي حزب العمال الكردستاني، في مقاطعة هاكاري في جنوب شرق تركيا.[43]
- 15 أبريل 2010: مقتل جندي تركي وجرح اثنين خلال اشتباكات في محافظة باتمان.[44] في مقاطعة سيرت، قتل مسلحون من حزب العمال الكردستاني وجرح 3 جنود.[45]
- 19 أبريل 2010: قتل ضابطان من الشرطة التركية بعد أن فتح مسلحون يشتبه بأنهم من حزب العمال الكردستاني النار على سيارة دورية للشرطة مزودة بأسلحة أوتوماتيكية في مقاطعة سامسون التركية الشمالية.[46]
- 26 أبريل / نيسان 2010: قُتل جندي تركي وأصيب اثنان آخران بعد انفجار لغم أرضي أثناء عبور مركبتهما العسكرية جسرًا بالقرب من بلدة ديرلي داخل مقاطعة غيرسون.[47]
- 29 أبريل 2010: قتل جنديان تركيان وجرح 3 جنود آخرين في اشتباك مع مسلحي حزب العمال الكردستاني داخل مقاطعة هكاري، في جنوب شرق البلاد. تأتي هذه الوفيات والإصابات في الوقت الذي يشن فيه الجيش التركي عملية عسكرية جديدة ضد مقاتلي حزب العمال الكردستاني، في جنوب شرق تركيا.[48]
- 1 أيار (مايو) 2010: قُتل ما لا يقل عن 4 جنود أتراك وجُرح 7 آخرون على ما يبدو بعد أن هاجم مسلحو حزب العمال الكردستاني موقع قيادة عسكرية في مقاطعة تونشيلي، شرقي تركيا.[49]
- 2 أيار (مايو) 2010: قُتل جندي تركي وأصيب جندي آخر بعد أن شن مقاتلو حزب العمال الكردستاني هجومًا على مركز قيادة عسكري في محافظة ديار بكر.[50]
- 7 أيار (مايو) 2010: قتل جنديان تركيان و 5 من مقاتلي حزب العمال الكردستاني في اشتباك، بعد أن شن مسلحون أكراد هجومًا خلال الليل على مركز قيادة عسكري في منطقة داغليكا في مقاطعة هاكاري الجنوبية الشرقية. كما ورد أن جنديًا آخر أصيب في هذا الاشتباك.[51]
- 8 أيار (مايو) 2010: قتل جنديان تركيان في انفجارين منفصلين، أثناء قيامهم بدوريات في المناطق النائية في كل من مقاطعة هاكاري ومقاطعة سيرناك، اللتين تعدا من المحافظات الحدودية للبلاد. كما قامت القوات التركية الخاصة بمطاردة وقتل ما لا يقل عن 5 من مقاتلي حزب العمال الكردستاني، بعد أن تبعوهم إلى شمال العراق بطائرات هليكوبتر حربية وطائرات بدون طيار. جاء هذا التوغل التركي في وقت قتل فيه جنديان تركيان آخران على أيدي مقاتلي حزب العمال الكردستاني، وفقًا لموقع القيادة العسكرية على الإنترنت.[52]
- 21 أيار (مايو) 2010: قُتل ما لا يقل عن 4 من مقاتلي حزب العمال الكردستاني عندما هاجمت طائرة حربية تركية أهداف المتمردين داخل شمال العراق. وقد أعلن هذا الحادث أكبر عملية حكومية منذ أكثر من عام، وفقًا لمسؤولين عسكريين في البلاد.[53]
- 25 أيار (مايو) 2010: قُتل طفل واحد وجُرح أربعة آخرون بعد انفجار عبوة ناسفة مجهولة الهوية بالقرب من ثكنات عسكرية في مقاطعة ديار بكر في جنوب شرق تركيا.[54]
- 26 أيار (مايو) 2010: مقتل 4 من مقاتلي حزب العمال الكردستاني على أيدي قوات الأمن التركية، في اشتباك عسكري داخل مقاطعة تونشلي الجبلية، في شرق تركيا.[55]
- 27 أيار (مايو) 2010: قُتل جندي تركي وأصيب ثلاثة جنود آخرون بجروح بعد اشتباكات بين الجيش التركي ومقاتلي حزب العمال الكردستاني في محافظة شرناق، جنوب شرق تركيا بالقرب من الحدود مع العراق.[56]
- 29 أيار (مايو) 2010: قتل جنديان تركيان وثلاثة من حراس القرى المدعومين من الدولة في اشتباكين منفصلين مع مقاتلي حزب العمال الكردستاني داخل محافظة شرناك، جنوب شرق تركيا. كما أفيد أن 6 أشخاص آخرين أصيبوا في هاتين الاشتباكين.[57]
- 30 أيار (مايو) 2010: قُتل ما لا يقل عن جنديين أتراك وثلاثة من حراس القرى وحارس أمن خاص ومقاتل حزب العمال الكردستاني في سلسلة من الاشتباكات والهجمات التي وقعت في محافظة شرناق بشرق البلاد. كما تم الإبلاغ عن إصابة 3 أشخاص آخرين بجروح في جميع هذه الحوادث والمواجهات والاشتباكات التي وقعت في جميع أنحاء البلاد.[58]
- 31 مايو 2010: إسكندرون، تركيا شن مقاتلو حزب العمال الكردستاني هجومًا صاروخيًا على قاعدة بحرية تركية في مدينة إسكندرون الساحلية المطلة على البحر المتوسط، في جنوب تركيا. وذُكر فيما بعد أن ما لا يقل عن 6 جنود أتراك قتلوا في هذا الهجوم وأن 7 جنود آخرين أصيبوا على ما يبدو في هذا الهجوم الصاروخي.[24]
- 2 يونيو 2010: مقتل جندي تركي وجرح ثلاثة جنود آخرين على الأقل بعد اشتباك وقع بين قوات الأمن ومقاتلي حزب العمال الكردستاني داخل مقاطعة هكاري بجنوب شرق تركيا. وقد أفيد أيضًا أن اثنين من مقاتلي حزب العمال الكردستاني قتلوا أيضًا في هذا الاشتباك مع قوات الأمن داخل هذه المقاطعة بالذات في جنوب شرق البلاد.[59]
- 6 يونيو 2010: مقتل 3 من مقاتلي حزب العمال الكردستاني في اشتباكات مع قوات الأمن داخل محافظة شرناك، التي تقع داخل شرق تركيا. بدأت هذه العملية بعد أن ألقي باللوم على مقاتلي حزب العمال الكردستاني في انفجار قنبلة على جانب الطريق ولكن لم يُجرح أحد في هذا القصف.[60]
- 8 حزيران (يونيو) 2010: انفجرت قنبلة على جانب الطريق بجوار سيارة للشرطة في إسطنبول، كبرى مدن تركيا. أفيد في هذا الانفجار أن ما يصل إلى 15 شخصًا قد أصيبوا بجروح نتيجة لهذا الانفجار. يشتبه في أن مقاتلي حزب العمال الكردستاني يشنون هذا الهجوم بالذات.[61]
- 11 يونيو 2010: مقتل جندي تركي وجرح 14 آخرين بعد أن شن مقاتلو حزب العمال الكردستاني هجومين على قوات الأمن داخل مقاطعة هكاري ومقاطعة تونجيلي في شرق البلاد.[62]
- 14 يونيو 2010: مقتل جندي تركي وإصابة 4 آخرين بعد اشتباك قوات الأمن مع مقاتلي حزب العمال الكردستاني في محافظة الحكاري، التي تقع بالقرب من الحدود مع العراق.[63]
- 15 يونيو 2010: مقتل جندي تركي وإصابة 3 آخرين بجروح بعد انفجار عبوة ناسفة داخل محافظة شرناق، التي تقع داخل شرق البلاد.[64]
- 16 يونيو 2010: مقتل 4 من مقاتلي حزب العمال الكردستاني على أيدي قوات الأمن التركية في هجوم عبر الحدود إلى شمال العراق. كما ادعى الجيش التركي أن غارات جوية شنت أيضًا على مواقع المتمردين في عمق الأراضي العراقية.[65]
- 19 يونيو 2010: مقتل 8 جنود أتراك على الأقل وإصابة 14 جنديًا آخر في اشتباك مع مقاتلي حزب العمال الكردستاني في موقع بالقرب من مدينة سمدينلي في مقاطعة الحكاري. أفيد أن هذا الصدام بالذات جاء عندما شن مسلحو حزب العمال الكردستاني غارة على موقع تركي بالقرب من مدينة سمدينلي. من المعروف أن 12 من مقاتلي حزب العمال الكردستاني قتلوا أيضًا في هذه الاشتباكات اللاحقة وأن الطائرات العسكرية التركية بدأت في وقت لاحق في قصف مواقع مقاتلي حزب العمال الكردستاني في شمال العراق. قتل جنديان تركيان آخران عندما توغل مقاتلو حزب العمال الكردستاني في لغم أرضي.[66][67]
- 22 يونيو 2010: قتل 5 أشخاص على الأقل وأصيب 12 آخرون بعد انفجار قنبلة عن بعد بالقرب من قافلة عسكرية داخل أكبر مدن تركيا في إسطنبول. وورد في وقت لاحق أن القتلى كانوا من 4 جنود أتراك ومدني واحد، حيث كان هناك عسكريون ومدنيون على متن هذه الحافلة العسكرية. كما أصيب 12 آخرون في هذا القصف، مع اثنين من المصابين بحالة خطيرة. واعتبرت السلطات التركية لاحقًا هذا الحادث هجومًا إرهابيًا ويُنظر إلى مقاتلي حزب العمال الكردستاني على أنهم الجناة الأكثر احتمالًا. قُتل ما لا يقل عن 7 من مقاتلي حزب العمال الكردستاني وجندي تركي واحد في اشتباكات داخل مناطق ومقاطعات مختلفة من البلاد. وأفيد أيضاً أن جنديين وثلاثة مدنيين أصيبوا على ما يبدو في هذه الاشتباكات وأن أحد قوات حزب العمال الكردستاني قد أسرته قوات الأمن التركية في هذه العمليات.[68][69]
- 24 يونيو 2010: قتل جنديان تركيان ومدني واحد بعد أن هاجم مسلحو حزب العمال الكردستاني مجموعة من القرويين أثناء عودتهم إلى ديارهم في مقاطعة إيلازي، شرق تركيا. أفادت الأنباء أن أربعة مدنيين وجنديًا تركيًا أصيبوا أيضًا بجروح على ما يبدو، كنتيجة لهذا الكمين المسلح لحزب العمال الكردستاني.[70]
- 25 يونيو 2010: مقتل اثنين من مقاتلي حزب العمال الكردستاني على أيدي الشرطة التركية بعد أن هاجمت قوات الأمن التركية مخبأهم بعد تلقيهم بلاغ، في القطاعات الشرقية من البلاد.[71]
- 26 يونيو 2010: مقتل أحد مسلحي حزب العمال الكردستاني وجرح آخرين في اشتباك مع الجيش التركي داخل مقاطعة كارس، التي تقع في شرق البلاد.[72]
- 28 يونيو 2010: قصفت الطائرات الحربية التركية المواقع العسكرية لحزب العمال الكردستاني في منطقة صيدا في محافظة أربيل داخل المنطقة الجبلية في شمال شرق العراق. لم تكن هناك تقارير دقيقة عن مدى الضرر الذي لحق أو عدد الضحايا الذين سقطوا في حملة القصف المتجددة هذه.[73]
- 1 يوليو 2010: قتل جنديان تركيان و 3 ميليشيات متحالفة مع الحكومة و 12 من مقاتلي حزب العمال الكردستاني في اشتباكات بالقرب من بلدة بيرفاري داخل مقاطعة سيرت، في جنوب شرق تركيا.[24]
- 6 يوليو 2010: قتل 3 جنود أتراك و 13 من مقاتلي حزب العمال الكردستاني في حادثين منفصلين بعد أن هاجم متمردون أكراد موقعًا عسكريًا تركيًا، كما هاجموا أيضًا دورية عسكرية تركية، في كل من مقاطعة هاكاري ومقاطعة إلزيج داخل جنوب شرق تركيا. وأفيد أيضا أن ما مجموعه تسعة جنود أتراك أصيبوا في هذين الهجومين بالذات ضد الجيش التركي داخل هاتين المحافظتين المختلفتين، اللتين تقعان.[74]
- 7 يوليو / تموز 2010: قُتل جندي تركي وأصيب جنديان آخران بعد أن شن مقاتلو حزب العمال الكردستاني هجومًا خلال الليل على موقع عسكري تركي داخل مقاطعة باتمان، في جنوب شرق تركيا.[75]
- 15 تموز (يوليو) 2010: قُتل جندي تركي وأصيب جندي آخر، نتيجة انفجار عبوة ناسفة يشتبه في أنها قام بها مسلحو حزب العمال الكردستاني داخل مقاطعة فان بشرق تركيا.[76]
- 20 يوليو / تموز 2010: قُتل 6 جنود أتراك وجُرح 15 جنديًا آخر بعد أن شن مقاتلو حزب العمال الكردستاني هجومًا على موقع عسكري بالقرب من بلدة كوكوركا داخل مقاطعة هاكاري بجنوب شرق تركيا. وورد أيضًا أن أحد مقاتلي حزب العمال الكردستاني قُتل أيضًا في هذا الهجوم على الموقع العسكري. وذُكر لاحقًا أن جنديًا تركيًا قتل في هجوم منفصل بعد أن أطلق مسلحو حزب العمال الكردستاني النار على وحدته العسكرية داخل مقاطعة فان بشرق تركيا. هذا الهجوم الأخير يرتفع إجمالي عدد الجنود الأتراك الذين قتلوا في هجمات حزب العمال الكردستاني إلى سبعة في هذا اليوم بالذات.[77][78]
- 24 يوليو 2010: قتل 4 جنود أتراك في انفجار قنبلة على جانب الطريق بالقرب من بلدة داخل مقاطعة آري، شرق تركيا. ويشتبه في أن مقاتلي حزب العمال الكردستاني ينفذون هذا القصف بالتحديد.[79]
- 27 يوليو 2010: قتل 4 من ضباط الشرطة الأتراك بعد أن شن مهاجمون مجهولون هجومًا مسلحًا على مركز للشرطة في مدينة دورتيول، الواقعة داخل مقاطعة هاتاي جنوب شرق تركيا. يشتبه في أن مقاتلي حزب العمال الكردستاني يشنون هذا الهجوم الأخير.[80]
- 1 أغسطس 2010: مقتل 4 مدنيين أكراد (بمن فيهم أعضاء BDP) بعد أن اصطدمت سيارتهم بقنبلة على جانب الطريق داخل مقاطعة باتمان في جنوب شرق تركيا. ويُعتقد أن مقاتلي حزب العمال الكردستاني قد زرعوا هذه العبوة الناسفة، مما أدى إلى مقتل جميع الموجودين داخل السيارة.[81]
- 3 آب (أغسطس) 2010: قُتل ضابط شرطة تركي وثلاثة من مقاتلي حزب العمال الكردستاني بعد أن هاجم مسلحون أكراد مباني الشرطة في بلدة إيروه، التي تقع داخل مقاطعة سيرت بجنوب شرق تركيا. وأفيد أيضا أن ضابط شرطة أصيب بجروح فيما يبدو في هذه الاشتباكات داخل هذه البلدة.[82]
- 5 آب (أغسطس) 2010: مقتل جندي تركي وستة من مقاتلي حزب العمال الكردستاني في اشتباكات عسكرية بين القوتين. وفي حادثة منفصلة، قيل إن 3 من مقاتلي حزب العمال الكردستاني قتلوا في محافظة هكاري داخل جنوب شرق البلاد في اشتباكات مع الجيش التركي. وفي الوقت نفسه، من المعروف أيضًا أن 3 مسلحين آخرين من حزب العمال الكردستاني قتلوا أيضًا على ما يبدو بعد أن فتحوا النار على مكتب حاكم محلي داخل مدينة فان الشرقية. في هذا الصدام، أفيد أن اثنين من ضباط الشرطة أصيبوا بجروح على ما يبدو في هذا الهجوم المسلح. أفيد أن الشرطة تمكنت أيضًا من مصادرة متفجرات من سيارة بالقرب من مدينة ديار بكر في جنوب شرق تركيا. من المعروف أن السلطات اعتقلت شخصين يشتبه في أنهما من مقاتلي حزب العمال الكردستاني بعد هذا الحادث.[83]
- 8 أغسطس 2010: قتل 3 جنود أتراك وأصيب ضابط شرطة آخر على ما يبدو بعد أن فجر مسلحو حزب العمال الكردستاني عبوة ناسفة عن بعد بالقرب من قوات الأمن التركية داخل مقاطعة ماردين بجنوب شرق تركيا.[84]
- 9 آب (أغسطس)، 2010: مقتل 5 من مقاتلي حزب العمال الكردستاني في اشتباكات مع الجيش التركي داخل مقاطعة باتمان في جنوب شرق تركيا. وأفيد أيضاً أن جنديين تركيين أُصيبا بجروح خلال هذه الاشتباكات العسكرية.[85]
- 10 آب (أغسطس) 2010: مقتل مدنيين أكراد وجرح مدني آخر إثر انفجار لغم مشتبه فيه بالقرب من خط أنابيب للنفط في مقاطعة شرناك جنوب شرق تركيا. ويشتبه في أن مقاتلي حزب العمال الكردستاني ينفذون هذا القصف بالتحديد.[86]
- 24 أغسطس 2010: مقتل إمام تركي بالرصاص بعد الصلاة في هكاري. وفقًا لحاكم حكاري، تم التعرف على المهاجمين كأعضاء في حزب العمال الكردستاني.[87][88]
- 6 أيلول (سبتمبر) 2010: مقتل إمام من شرناق بالرصاص.[88]
- 7 سبتمبر، 2010: مقتل جندي تركي و 9 من مقاتلي حزب العمال الكردستاني بعد اندلاع الاشتباكات بعد أن داهم مسلحون محطة لتوليد الطاقة الكهرومائية في منطقة دينار ديري بمقاطعة تونجيلي، الواقعة في شرق تركيا.[89]
- 12 سبتمبر، 2010: مقتل جندي تركي في انفجار لغم أرضي في منطقة إيروه بمقاطعة سيرت، في جنوب شرق تركيا. يشتبه في أن مقاتلي حزب العمال الكردستاني يشنون تنفيذ هذا الهجوم بالألغام الأرضية.[90]
- 16 سبتمبر 2010: قُتل ما لا يقل عن 9 مدنيين أكراد وجُرح ثلاثة آخرون في انفجار حافلة صغيرة، يُعتقد أنه نجم عن انفجار لغم مشتبه به وقع بالقرب من مدينة هكاري، جنوب شرق تركيا. ويشتبه في أن مقاتلي حزب العمال الكردستاني ينفذون هذا القصف بالتحديد.[91]

### 2011
- 15 مارس 2011: مقتل 3 من مقاتلي حزب العمال الكردستاني الذين لاحظوا خلال مهمة المسح الميداني الروتيني.[92]
- أبريل 2011: في كهرمان مرعش في منطقة البحر المتوسط التركية، قُتل ثلاثة من مقاتلي حزب العمال الكردستاني برصاص قوات الأمن وسط احتجاجات طويلة في الشوارع.[24]
- مايو 2011: مقتل 12 من مقاتلي حزب العمال الكردستاني أثناء محاولتهم عبور الحدود التركية العراقية.
- 14 يوليو، 2011: قنبلة يدوية لحزب العمال الكردستاني تشعل النار في غابة بالقرب من سيلفان، مما أسفر عن مقتل 13 جنديًا تركيًا وإصابة سبعة.[93]
- 24 يوليو: مقتل ثلاثة جنود أتراك في كمين بالقرب من إيكيبينار في مقاطعة ماردين.[94]
- 1 أغسطس: كمين في باسكال، فان، يترك ثلاثة جنود أتراك.[95]
- 17 أغسطس: مقتل تسعة جنود وحارس قرية في انفجار لغم أرضي في محافظة الحكاري.[96][97]
- 18 أغسطس: ردًا على هجوم الحكاري، شنت طائرات F-16 التركية هجمات على مواقع حزب العمال الكردستاني في شمال العراق. زعمت تركيا أنها حصلت على 168 هدفًا في العراق، بما في ذلك جبال قنديل.[98]
- 21 سبتمبر: قتل حزب العمال الكردستاني 4 نساء مدنيات كرديات وجرح 2 آخرين في سيرت بمهاجمة سيارة مدنية.[99]
- 19 أكتوبر: قتل حزب العمال الكردستاني 24 جنديًا تركيًا خلال هجمات الليلة الماضية على المنشآت العسكرية في محافظة الحكاري.[24] خسر حزب العمال الكردستاني 23 مسلحًا في الهجوم، [100] وما لا يقل عن 49 آخرين في العمليات التالية من قبل الجيش التركي.[101]
- 28-29 كانون الأول / ديسمبر: مقتل 35 مدنياً كردياً (من المحتمل أن يكونوا مهربين)، معظمهم من المراهقين، جراء قصف طائرة تركية بالقوات الجوية على الحدود التركية العراقية الكردية. قدمت الحكومة التركية تعويضًا عن عائلات القتلى، [102] الذين قتلوا وفقًا للمسؤولين الأتراك بطريق الخطأ في غارة جوية، حيث عرفوا أنهم من مقاتلي حزب العمال الكردستاني. وقد عبر الرئيس التركي أردوغان عن أسفه الشخصي إزاء عملية القتل.[103] ومع ذلك، فإن أكبر حزب مؤيد للأكراد في تركيا، الحزب الديمقراطي المسيحي، وصف الحدث بأنه «جريمة ضد الإنسانية».[104]

### 2012
- من 8 إلى 9 فبراير / شباط: مقتل 14 شخصًا في الاشتباكات التركية مع مقاتلي حزب العمال الكردستاني. قتل جندي تركي أيضًا.[24]
- 11-12 فبراير: قامت الطائرات الحربية التركية بضربات ليلية على أهداف حزب العمال الكردستاني المشتبه بها في شمال العراق.[104] استهدفت الطائرات مناطق زاب وهاكورك، وعادت بنجاح وفقًا لمصادر عسكرية تركية.[104]
- 25 مايو: وقع هجوم انتحاري على مكتب للشرطة في قيصري، مما أسفر عن مقتل ضابط شرطة.[24]
- 12 يونيو: انفجرت قنبلة أمام مكتب للشرطة في استيني، إسطنبول. مات الجاني فقط.
- 23 يوليو: بدأت عملية عسكرية في شمدينلي، هكاري. استمرت العملية حتى 11 أغسطس، وقتل 115 من رجال العصابات و 8 جنود.[24]
- 9 أغسطس: في فوتشا، إزمير ، انفجرت حافلة في تفجير أسفر عن مقتل جنديين وجرح عدة مدنيين.
- 12 أغسطس: اختطف نائب كردي من مسقط رأسه من قبل حزب العمال الكردستاني. وتم إطلاق سراحه بعد يومين.
- 19 أغسطس: في اليوم الأول من الاحتفال الديني ، قُتل 15 مقاتلاً في مقاطعة هكاري وتوفي جنديان في انفجار لغم.[24]
- 20 أغسطس: في مساء اليوم الثاني من الاحتفال الديني ، انفجرت سيارة مليئة بالمتفجرات في مقاطعة غازي عنتاب، مما أسفر عن مقتل 9 مدنيين (أربعة منهم من الأطفال) وجرح 56.[24] مع هذا الهجوم ، بلغ عدد الضحايا المدنيين منذ عام 2007 65، بينهم 23 طفلاً [24]
- 21 أغسطس: في الصباح ، لقي تسعة جنود حتفهم في حادث سيارة بمركبة عسكرية في المنطقة الكردية المأهولة بالسكان ، أولوديري ، سيرناك.[24] في المساء ، قتل 6 من مقاتلي حزب العمال الكردستاني في شرناك.[24]
- 22 أغسطس: انفجار لغم أرضي بالقرب من مركبة عسكرية أسفر عن مقتل 5 جنود.[24]
- 23 أغسطس: قتل الجنود الأتراك 21 من مقاتلي حزب العمال الكردستاني الذين شنوا هجومًا بقنبلة على قافلة عسكرية أسفرت عن مقتل خمسة جنود.[24][24]
- 1 سبتمبر: بعد أسبوع من وقف إطلاق النار غير الرسمي ، هاجم حزب العمال الكردستاني مجموعة من الجنود وجرح آخر. في مساء اليوم نفسه ، قتلت القوات التركية أحد المتمردين في صراع مستمر.[24]
- 2 سبتمبر: 10 جنود قتلوا في غارة على موقع عسكري مما أسفر عن مقتل 20 مسلحا في المقابل.[24] مع هذا الهجوم ، منذ يونيو 2011، مات ما يقرب من 800 شخص في الصراع في تركيا ، بما في ذلك حوالي 500 من مقاتلي حزب العمال الكردستاني ، وأكثر من 200 من أفراد الأمن وحوالي 85 مدنياً ، وفقًا لتقديرات مركز أبحاث المجموعة الدولية للأزمات.[24]
- 7 سبتمبر: قتل 30 متمردا وقتل جندي في هجوم كبير في جبل كاتو ، في أعقاب انفجار ترسانة مشبوهة في أفيون أودى بحياة 25 جنديا.[24]
- 9 سبتمبر: مقتل 25 من مقاتلي حزب العمال الكردستاني في تفجيرات عبر الحدود في العراق.[24]
- 10 سبتمبر: قتل جنديان تركيان وأصيب 7 آخرون في نزاع مسلح في شمدينلي ، هكاري.[24]
- 12 سبتمبر: قتل جنديان تركيان و 25 من مقاتلي حزب العمال الكردستاني في نزاع مسلح في شمدينلي ، هكاري.[24]

## 2013-2015: عملية الحل

### 2013
- 7 يناير - قتل 14 من متمردي حزب العمال الكردستاني على الحدود الكردية العراقية.[105]
- 10 يناير - اغتيال 3 نشطاء أكراد في باريس.[106]
- 28 يونيو - مقتل متظاهر واحد.[107]
- 6 كانون الأول / ديسمبر - مقتل أكراد في اشتباكات حول مقبرة حزب العمال الكردستاني.[108] 1 توفي في وقت لاحق في المستشفى.[109]

### 2014
- مسيرة - مقتل 3 جنود أتراك وجرح 5 آخرين في نيغدي (المهاجمون غير محددين).[110]
- 16 يونيو - مقتل مراهق كردي في اشتباكات في تركيا.[111]
- 16 يوليو - مقتل 3 جنود أتراك و 6 من أعضاء حزب الاتحاد الديمقراطي الكردستاني / حزب العمال الكردستاني على الحدود التركية السورية.[112]
- من 7 إلى 10 أكتوبر / تشرين الأول - قُتل ما لا يقل عن 37 شخصًا (بينهم ضابطي شرطة) في الاحتجاجات الكردية ضد الدعم الواضح للحكومة التركية لداعش في حصار كوباني.[113]
- 27 سبتمبر - مقتل 3 من رجال الشرطة التركية.[114]
- 9 أكتوبر - مقتل شرطيين تركيين في شرق تركيا.[115]
- 14 أكتوبر - تركيا تشن غارات جوية على أهداف حزب العمال الكردستاني بالقرب من داغليكا.[116]
- 22 أكتوبر - مقتل ضابط تركي على يد حزب العمال الكردستاني.[117]
- 25 أكتوبر - قتل 3 جنود أتراك على يد حزب العمال الكردستاني في هكاري.[118]
- 27 أكتوبر - مقتل جندي تركي.[119]
- 27 ديسمبر - مقتل شخصين في اشتباكات إسلامية كردية في البلاد.[120]

### أوائل عام 2015
- 22 مارس - كتب عبد الله أوجلان رسالة إلى تركيا. توضح رسالته حقبة جديدة مع حزب العمال الكردستاني وتركيا. هذا يعني السلام مع حزب العمال الكردستاني وتركيا وضد داعش.[121]

## 2015 إلى الوقت الحاضر: التمرد الثالث

### 2015
- 20 تموز / يوليه 2015، أدى تفجير في منطقة سوروك الكردية ، يُزعم أنه ارتكبته جماعة دوكوماسيلار المرتبطة بتنظيم الدولة الإسلامية ، إلى مقتل 32 ناشطًا شابًا وإصابة أكثر من 100. وألقت العديد من الجماعات الكردية باللوم على تركيا لتورطها أو عدم منعه من العمل الإرهابي. بعد قليل ، تم الإبلاغ عن أعمال عنف في مقاطعة أديامان ، شرق تركيا في ذلك اليوم. أطلق المقاتلون ، الذين عرفتهم تركيا باسم حزب العمال الكردستاني ، النار على جندي يقوم بدورية ببنادق طويلة ، مما أسفر عن مقتل عريف وإصابة اثنين من ضباط الصف. أثناء قيامهم بدورية ، اكتشف الجنود عدة كهوف مليئة بالإمدادات من قبل العصابات الكردية.[122]
- 22 يوليو - مقتل ضابطي شرطة تركيين في منزلهما في محافظة شانلورفا ؛ أعلن حزب العمال الكردستاني مسؤوليته عن الانتقام من تفجير Suruç 2015.[123]
- 23 يوليو - مقتل ضابط شرطة تركي وإصابة آخر بجروح خطيرة عندما فتح مسلحون من حزب العمال الكردستاني النار عليهم في محافظة ديار بكر. في نفس اليوم ، قُتل جندي وأصيب اثنان عندما أُطلقت أعيرة نارية على نقطة تفتيش حدودية من خارج الحدود السورية ؛ وردت قوات الأمن التركية على النار. يُلقي اللوم على الهجوم حاليًا على الميليشيات الجهادية المرتبطة بالدولة الإسلامية.[124][125]
- 24 يوليو - تم إطلاق عملية الشهيد يلتسين من قبل القوات الجوية التركية ضد مواقع دولة العراق الإسلامية والشام (داعش) في مواقع حزب العمال السوري وكردستان (PKK) في شمال العراق يومي 24 و 25 يوليو 2015. قصف حزب العمال الكردستاني مركز شرطة في محافظة ديار بكر ، مما أسفر عن إصابة 7 من ضباط الشرطة.[126][127]
- 25 يوليو - انفجار سيارة مفخخة من حزب العمال الكردستاني أسفر عن مقتل جنديين أتراك وجرح 4 في محافظة ديار بكر ؛ بعد ساعات من ذلك ، هاجم المقاتلون الكرد المقنعون دورية للشرطة في إسطنبول ، مما أدى إلى إصابة 3 من ضباط الشرطة بجروح بالغة وإيذاء مدني واحد بجروح طفيفة. في نفس اليوم ، اختطف مقاتلو حزب العمال الكردستاني 15 من عمال البناء وضابط شرطة في مقاطعة سيرناك. أطلقت الطلقات.[127][128]
- 26 يوليو - مقتل ضابط شرطة تركي بنيران من منزل بمنزله في إسطنبول أثناء احتجازه لمشتبهين بالإرهاب في الحي. ليس من الواضح ما إذا كان حزب العمال الكردستاني أم حزب اليسار الديمقراطي DHKP-C مسؤول عن إطلاق النار.[129]
- 27 يوليو - قتل ضابط درك تركي في هجوم لحزب العمال الكردستاني في مقاطعة موس بشرق تركيا.[130]
- 29 يوليو - قتل 3 جنود أتراك أثناء تأمين طريق في سيرناك في كمين منسق لحزب العمال الكردستاني. قتل أحد مقاتلي حزب العمال الكردستاني.[131]
- 29 يوليو - في نفس اليوم ، شن مسلحو حزب العمال الكردستاني هجومًا صاروخيًا على مجمع في مقاطعة هكاري يضم العديد من المسؤولين الحكوميين الأتراك. لم تقع إصابات ، لكن الحكومة التركية وعدت «بالانتقام».[132]
- 30 يوليو - قتل 3 جنود أتراك ، بينهم ضابط رفيع المستوى ، أثناء محاولتهم تأمين طريق في مقاطعة سيرناك. وفي نفس اليوم ، قُتل ضابط شرطة ومدني واحد كان يجلسان أمام منزل شاي في إطلاق نار من سيارة مسرعة في حي سينار بمقاطعة ديار بكر.[133][134]
- 31 يوليو / تموز - قُتل ضابطان من الشرطة ومقاتلان كردستان في هجوم لحزب العمال الكردستاني على مركز للشرطة في أضنة. اقتحم مقاتلو حزب العمال الكردستاني مخفر الشرطة أثناء تغطيتهم للهجوم بنيران كثيفة وقتلوا ضابطي أمن. وردت الشرطة التركية بإطلاق النار وقتلوا أكراد اثنين. اتخذت قوات الأمن إجراءات صارمة لتأمين الهجوم على الدائرة والمنطقة المحيطة بها.[135]
- 1 أغسطس - مقتل ضابطي شرطة وجندي واحد في هجومين منفصلين لحزب العمال الكردستاني. قُتل ضباط الشرطة في تفجير انتحاري لحزب العمال الكردستاني على مركزهم بينما صادف الجندي لغم أرضي دفنه حزب العمال الكردستاني في ماردين.[136]
- 2 أغسطس - قتل 3 جنود عندما شن مقاتلو حزب العمال الكردستاني هجوما انتحاريا على موقع للجيش في مقاطعة أغري الحدودية. قاد مقاتلو حزب العمال الكردستاني جرارًا قديمًا مملوءًا بالمتفجرات إلى القاعدة وفجروه ، مما أدى إلى إصابة 31 جنديًا إضافيًا ، 4 منهم في حالة خطيرة.[137]
- 2 أغسطس / آب - قُتل جندي واحد وأصيب 8 جنود بينما دهست مركبتهم المسلحة لغم أرضي لحزب العمال الكردستاني في بلدة مديات.[138]
- 3 أغسطس - شن حزب العمال الكردستاني هجومين مختلفين في مقاطعة بيتليس بشرق تركيا: في الساعات الأولى من يوم 3 أغسطس ، قام مقاتلو حزب العمال الكردستاني بتفجير لغم أرضي على طريق بيتليس - ديار بكر السريع أثناء مرور مركبتين عسكريتين ؛ وقبل ذلك بساعات ، فتح المقاتلون الكرد النار على مستشفى عسكري في بيتليس. لم يؤدِ الهجومان إلى وقوع إصابات.[139]
- 4 أغسطس / آب - قُتل 3 جنود أتراك في هجومين منفصلين في مقاطعة سيرناك: قتل الدرك التركي الخاص عبد القادر بكتاش والرقيب محمد أكار في انفجار عبوة ناسفة أثناء قيامهما بدورية بالقرب من قرية بالفيرين. قتل الجندي عبد الحالك آراز بنيران الأسلحة في منطقة سيلوبي بمقاطعة سيرناك.[140]
- 4 أغسطس - في نفس اليوم ، قام حزب العمال الكردستاني بشن هجوم كبير بالقنابل على خط أنابيب شاه دنيز وهو يحمل الغاز الطبيعي من أذربيجان إلى تركيا ، لكن الهجوم لم يوقف تدفق الغاز لأنه توقف في السابق من أجل الصيانة.[141]
- 6 آب / أغسطس - مقتل 3 شبان كرد وجرح 7 مدنيين في اشتباكات بين أنصار حزب العمال الكردستاني وقوات الأمن في منطقة سيلوبي بمقاطعة سيرناك. أصيب ضابطان من الشرطة بنيران الرصاص أثناء قيامهما بواجب مكافحة الشغب ؛ اندلعت أعمال شغب عندما قام سكان كردش محليون ببناء حواجز لمنع قوات الأمن التركية من تدمير ملاجئ حزب العمال الكردستاني المهجورة في جميع أنحاء المدينة.[142]
- 7 أغسطس / آب - قُتل جندي تركي برصاص أثناء قيامه بدورية في موقع هجوم الحرق العمد لحزب العمال الكردستاني على مركبات في مقاطعة فان جنوب شرق تركيا. قُتل موظف بالحافلة وأصيب ثلاثة مواطنين إيرانيين في الحادث عندما فتح المقاتلون الكرد النار على حافلة إيرانية يرفضون التوقف عند نقطة تفتيش حزب العمال الكردستاني.[143][144]
- 7 أغسطس / آب - قُتل ضابط شرطة تركي وأصيب آخر على الأقل عندما أطلق حزب العمال الكردستاني قنبلة ذخيرة صاروخية على عربتهم المدرعة بينما كانت قوات الأمن تشارك في مهمة لمكافحة الشغب في تشيزري بمقاطعة سيرناك. كما قُتل 3 من ضباط الشرطة في هجمات منفصلة في الأقاليم الجنوبية الشرقية بتركيا.[145][146]
- 8 أغسطس - أعلنت KODAR (الجمعية الديمقراطية والحرة لكردستان الشرقية ، التي يُعتبر اسمها حزب العمال الكردستاني في إيران) وجناحها المسلح عن مقتل 20 من ضباط الشرطة الإيرانيين في هجوم على مدينة ماريوان ، كردستان الإيرانية.[147]
- 8 أغسطس - مقتل ضابط شرطة تركي بعد إصابته بطلقات نارية في اشتباكات الجمعة بين قوات الأمن وأعضاء حزب العمال الكردستاني في منطقة سيلوبي بمقاطعة سيرناك جنوب شرق تركيا.[148]
- 9 أغسطس - مقتل ضابط شرطة وجرح آخر في هجوم لحزب العمال الكردستاني في مديات بولاية ماردين.[149]
- 9 أغسطس - تم القبض على أحد مقاتلي حزب العمال الكردستاني المفترض تورطه في مقتل ضابط أمن تركي يوم السبت بعد إصابته في اشتباك مع الجيش التركي يوم الاثنين [150]
- 10 أغسطس - مقتل جندي تركي وجرح آخر عندما شن حزب العمال الكردستاني هجوما على طائرة هليكوبتر تابعة للجيش في مقاطعة سيرناك جنوب شرق تركيا [151]
- 10 أغسطس - مقتل 4 من ضباط الشرطة الأتراك بسبب لغم أرضي لحزب العمال الكردستاني في مقاطعة سيرناك.[152]
- 10 أغسطس - في الصباح ، قامت مجموعتان بهجمات متزامنة مع قاذفات صواريخ على قسم شرطة المقاطعة وقيادة الدرك في منطقة ليتس جنوب شرق البلاد في مقاطعة ديار بكر ، ولم يبلغ عن وقوع إصابات.[152]
- 10 أغسطس - مقتل ضابط شرطة تركي في إسطنبول خلال هجوم انتحاري بسيارة مفخخة ضد قسم للشرطة بينما قتل متشددان هاجما مركز الشرطة.[153][154]
- 10 أغسطس - تعرضت القنصلية الأمريكية في إسطنبول لهجوم من قبل اثنين من مقاتلي جبهة التحرير الشعبية الثورية (DHKP-C)، في وقت لاحق تم القبض على أحد المتشددين.[155]
- 11 أغسطس / آب - توفي جندي واحد متأثرًا بجراحه بعد أن شن مقاتلو حزب العمال الكردستاني هجومًا منسقًا في الساعة الثانية صباحًا ضد قاعدة جيش أكزين في مقاطعة سيرناك.[156]
- 12 أغسطس - مقتل ضابط درك تركي وإصابة 4 جنود وحارسين قرويين في هجوم لحزب العمال الكردستاني على قاعدتهم في ديار بكر. كما قتل مهاجمان ، حسبما ذكرت قوات الأمن التركية. حزب العمال الكردستاني نفى هذا الادعاء.[157]
- 13 أغسطس - مقتل جندي تركي في مقاطعة سيرناك. الجيش التركي شن هجمات ضد 17 من أهداف حزب العمال الكردستاني ردا على ذلك [158]
- 13 أغسطس / آب - قُتل جندي تركي بتجاوزه لغم أرضي لحزب العمال الكردستاني في مقاطعة بينغول ، بينما قُتل سبعة من مقاتلي حزب العمال الكردستاني في اشتباكات [159][160]
- 14 أغسطس - مقتل 3 جنود وجرح 6 آخرين على يد حزب العمال الكردستاني في مقاطعة هكاري الجنوبية الشرقية خلال المصادمات [161]
- 15 أغسطس - مقتل 3 جنود وجرح 6 آخرين على يد حزب العمال الكردستاني في مقاطعة بينغول ، فجر حزب العمال الكردستاني قنبلة عبر جهاز تحكم عن بعد عندما كانت مركبة مدرعة عسكرية تمر على الطريق الذي وضعت فيه القنبلة.[162]
- 15 أغسطس - قتل ضابط شرطة على يد حزب العمال الكردستاني في مقاطعة هكاري.[163]
- 19 آب / أغسطس - قُتل 8 جنود أتراك عندما فجر فخ مفخخ لحزب العمال الكردستاني سيارتهم في مقاطعة سيرت.[164]
- 20 أغسطس - قتل 4 جنود أتراك في اشتباكات مع مقاتلي حزب العمال الكردستاني في منطقتين منفصلتين بمقاطعة ديار بكر التركية.[165]
- 21 آب / أغسطس - توفي قبطان من الجيش التركي متأثراً بجراحه إثر هجوم شنه حزب العمال الكردستاني خلال الليل على موقعه في محافظة سيرناك.[166]
- 24 أغسطس - مقتل جنديين في انفجار لغم أرضي في مقاطعة هكاري.[167]
- 30 أغسطس - مقتل طفل يبلغ من العمر 13 عامًا (فيرات سيمبيل) بسبب الألغام الأرضية لحزب العمال الكردستاني على الطريق في سيلفان بمقاطعة ديار بكر.[168]
- 31 أغسطس / آب - قُتل طبيب مدني واحد على يد حزب العمال الكردستاني أثناء محاولته الهرب بسيارة من حصار حزب العمال الكردستاني على الطريق في محافظة ديار بكر.[169]
- 3 سبتمبر - قتل 4 من ضباط الشرطة الأتراك بسبب لغم أرضي لحزب العمال الكردستاني في مقاطعة ماردين.[170]
- 4 سبتمبر / أيلول - قُتل ضابط شرطة تركي واحد وأصيب ضابط شرطة ومدنيان في هجوم شنه مسلحون أكراد على مركز للشرطة في مدينة تونشيلي.[171]
- 6 سبتمبر - مقتل ضابط شرطة وجرح ثلاثة آخرين في ديار بكر.[172]
- 6 سبتمبر - مقتل 16 جنديا في هجوم على قافلة في مقاطعة هكاري. ضربت طائرتان من طراز F-16 و 2 من طراز F-13 13 هدفًا لحزب العمال الكردستاني.[173]
- 8 سبتمبر - ضربت عشرات الطائرات التركية أهداف حزب العمال الكردستاني في شمال العراق خلال الليل ، مما أسفر عن مقتل عشرات من مقاتلي حزب العمال الكردستاني.[174]
- 8 سبتمبر - مقتل 15 من ضباط الشرطة في هجومين بالقنابل. 14 ضابط شرطة لقوا حتفهم في حافلة صغيرة في مقاطعة igdir. قُتل ضابط شرطة وجُرح ثلاثة آخرون في هجوم بقنبلة في مقاطعة ماردين.[24]
- 24 أيلول / سبتمبر - قُتل سائق سيارة إسعاف مدني وجنديان تركيان على يد حزب العمال الكردستاني في سيرناك ، بياتوشيباب. وأصيب 8 جنود أتراك و 6 من رجال الشرطة وحارس قروي واحد. تم اختطاف طاقمين طبيين آخرين على يد حزب العمال الكردستاني. أفادت القوات المسلحة التركية عن مقتل 34 من مقاتلي حزب العمال الكردستاني في الموقع الرسمي.[175][176]
- 27 أيلول / سبتمبر - فقد مدنيان ، من بينهم فتاة في التاسعة من العمر (أليف شيمسيك) حياتهم وجرح خمسة مدنيين إثر هجوم صاروخي شنه حزب العمال الكردستاني على سيارة شرطة تضرب المنزل المدني في مقاطعة ديار بكر ، بسميل. قتل متشددان من حزب العمال الكردستاني بعد عملية للشرطة.[177]
- 8 أكتوبر / تشرين الأول - توفى طفل (حسن يلماز) يبلغ من العمر 9 أعوام وجُرح ثلاثة آخرون عندما انفجرت قنبلة عثر عليها على حاجز حزب العمال الكردستاني في مقاطعة سيلفان في جنوب شرق مقاطعة ديار بكر.[178]
- 10 أكتوبر - تفجيرا أنقرة 2015 : أسفرت عدد من التفجيرات في أنقرة عن قتل 97 شخصًا وتجرح أكثر من 400 آخرين ، خلال تجمع سلام لحل التمرد الكردي في الشرق. يشتبه في داعش للتفجير.

### 2018
في 19 يناير 2018 بدأت تركيا عملية فرع الزيتون.

### 2019
- 3 يوليو / تموز - قُتل جندي تركي وأصيب آخر خلال عملية في مقاطعة سعرد الجنوبية الشرقية.[179]
- 9 يوليو / تموز - نصب مسلحو حزب العمال الكردستاني كمينًا لسيارة عسكرية تركية في مقاطعة هكاري، مما أسفر عن مقتل جنديين وجرح آخر في الداخل. توفي الجندي المصاب إلى متأثرا بجراحه في يوليو 14.[24] متشددون أيضا زعم أعدم اثنين من الرعاة كانوا قد خطفوا في اليوم في وقت سابق اقليم سيرناك.[24]
- 14 يوليو - قتل ثلاثة جنود وجرح آخر خلال اشتباكات مع حزب العمال الكردستاني في المناطق الريفية من مقاطعة هكاري.[24]

2025 2 27 ...  5.15 مساء
عبدالله اوجلان في رسالة مكتوبة يدعوا الى ترك السلاح و حل الحزب

### 2022
- - 20 يوليو - هجوم على منتجع سياحي في زاخو، قضاء زاخو، دهوك في شمال العراق (إقليم كردستان) مزعوم لتركيا؛ تعارض تركيا الحدث وصرحت بأن «لا علاقة لها بالهجوم».[180][181]

## روابط خارجية
- ضحايا الصراع
- الحكومة التركية تدفع لنزع سلاح المقاتلين الأكراد بقلـم سيندي جاكويث ، المسلح ، 13 أبريل / نيسان 2009